# 淨琉璃世界

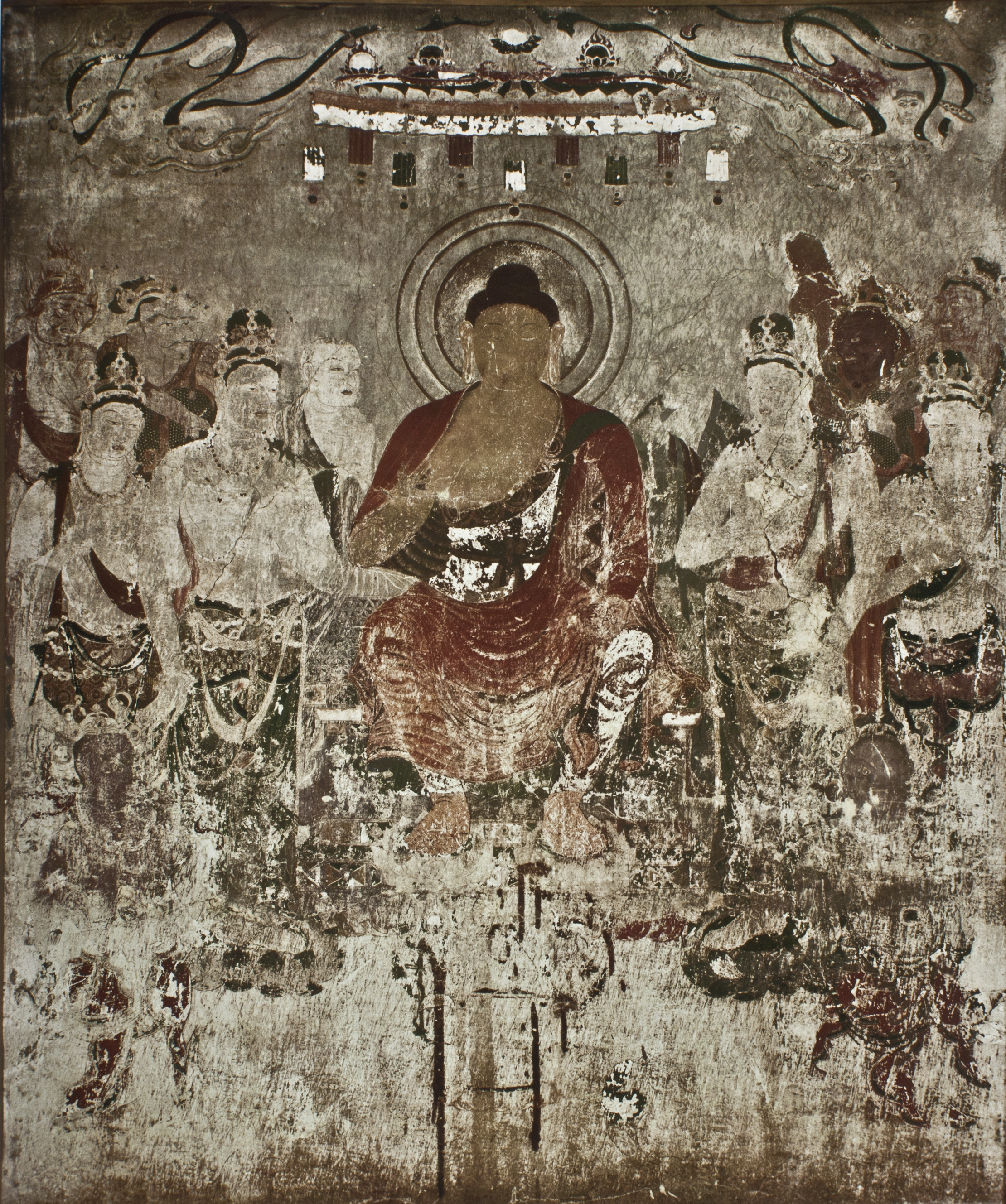
法隆寺金堂壁画

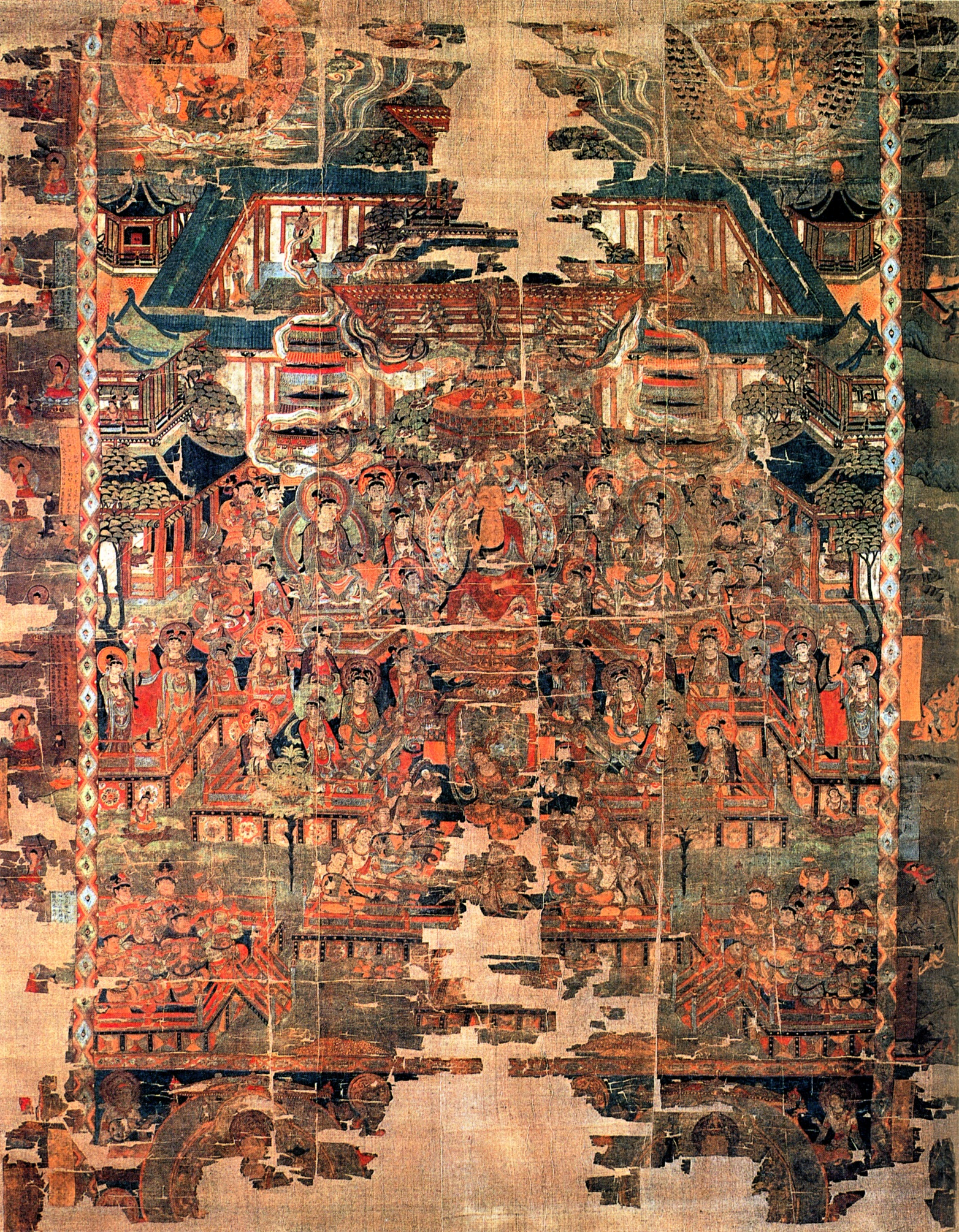
发现于莫高窟的药师净土乐相图，现藏于大英博物馆。

淨琉璃世界（Vaidūryanirbhāsā），又稱東方淨琉璃世界、琉璃光世界、琉璃世界、东方净土（琉也寫作瑠或璢），在佛教中，是药师琉璃光如来的愿力所成的净土。《药师经》载，此佛土在我们所处的娑婆世界往东方过十恒河沙的佛土处，与阿閦佛的妙喜世界同是东方世界，也是与阿弥陀佛的西方极乐世界相互辉映的佛化国土。

## 含義
琉璃是梵語薜琉璃（Vaidūrya）之略稱，它是印度的一種天然的青色寶石，可放出淨光，為佛家七寶之一。稱此佛土为琉璃世界，是用琉璃的淨澈光明來比喻藥師佛的佛德，药师佛愿力所成的净土也以琉璃为名。

## 描述
琉璃世界是依药师佛本愿所证成的依报世界。依《药师琉璃光如来本愿功德经》所说，此一佛土清净庄严，沒有男女之別，亦没有痛苦，听不到因痛苦发出的声音，甚至没有三恶道；佛土以琉璃做地面、金子做的绳索划分界限，城阙宫阁等都是用七宝做成，就和阿彌陀佛的西方極樂世界一模一樣；佛土中除了药师佛以外，還有日光菩萨、月光菩萨两位上首大菩萨为胁侍。真言宗的《淨琉璃淨土摽》中也有对琉璃世界的描述：其地绀琉璃色。塵數無量寶花樹。樹華葉形。或佛形。放無量光明。名佛波羅蜜。或菩薩形。生無量伎樂。名三昧總持。或金堂形。放無量百寶雲。名菩提妙嚴。或寶塔形。生無量天眾。名覺智樹漠日雨輪樹（津島雲功德智惠）無量百千幢幡行列。無量寶網寶鬘鈴铎等莊嚴。佛前左右外院。作無量天眾妓樂形。所謂堅達婆女琴天樂奉獻貌。緊那羅自心金鼓樂貌。伽樓羅女笛天樂貌。地天女皆鼓樂貌。阿修羅女奉天鼓樂貌。摩睺羅女奉笙樂貌。大魔侶天眾奉獻舞天樂貌也。外院上下八方。作十二神將眾。無數金剛童子眾以為眷屬也。佛土中有数不清的宝花树，有一种佛波罗蜜树，树叶呈佛、菩萨、宝塔等形状；药师佛左右有两个外院，有无量天人歌舞献颂，另有宫毗罗大将、伐折罗大将、迷企罗大将、安底罗大将、頞你罗大将、珊底罗大将、因达罗大将、波夷罗大将、摩虎罗大将、真达罗大将、招杜罗大将、毗羯罗大将这十二药叉神将及其眷属护卫左右。

## 往生法门
從《藥師琉璃光如來本願功德經》中的往生法門有兩個種類，第一種是往生藥師佛的琉璃世界，第二種是往生西方阿彌陀佛的極樂世界。在《藥師經》中，釋迦牟尼佛同樣鼓勵信心的眾生往生藥師佛的淨琉璃淨土，如文所載「是故曼殊室利！諸有信心善男子、善女人，應當願生彼佛世界」。
往生東方淨琉璃世界：
一般而言诵持药师灌顶咒，臨終可以往生琉璃世界。藥師經非常明確指出眾生若要往生東方琉璃淨土，除了持念憶念藥師琉璃光如來名號之外，更要能持藥師咒切勿廢棄或遺忘，如果志心念誦不僅可以往生東方琉璃淨土，更能在琉璃淨土證得菩提。
- 如經文所載釋迦牟尼佛告曼殊室利言：「若有所求，志心念誦，皆得如是無病延年；命終之後，生彼世界，得不退轉，乃至菩提。是故曼殊室利！若有男子、女人，於彼藥師琉璃光如來，至心殷重，恭敬供養者，常持此咒，勿令廢忘。」

協助眾生往生西方極樂淨土：
若有人願意往生西方极乐世界，但是自己的因緣、福德和信心不具足之下無法往生。如果有聽聞到藥師佛的名號能夠受持，此人在臨終時，八大菩萨會前来接引往生西方极乐世界，在种种宝花中自然化生。但是前提是必須具備受持八分齋戒的善功。
- 《药师经》：“若有四众，苾刍、苾刍尼、邬波索迦、邬波斯迦，及餘净信善男子善女人等，有能受持八分斋戒，或经一年，或复三月，受持学处，以此善根，愿生西方极乐世界无量寿佛所听闻正法，而未定者，若闻世尊药师琉璃光如来名号，临命终时，有八大菩萨，其名曰文殊菩萨、观世音菩萨、大势至菩萨、无尽意菩萨、宝檀华菩萨、药王菩萨、药上菩萨和弥勒菩萨，是八大菩萨乘空而来，示其道路，即于彼界种种杂色众宝华中自然化生。”